# Siepelveen

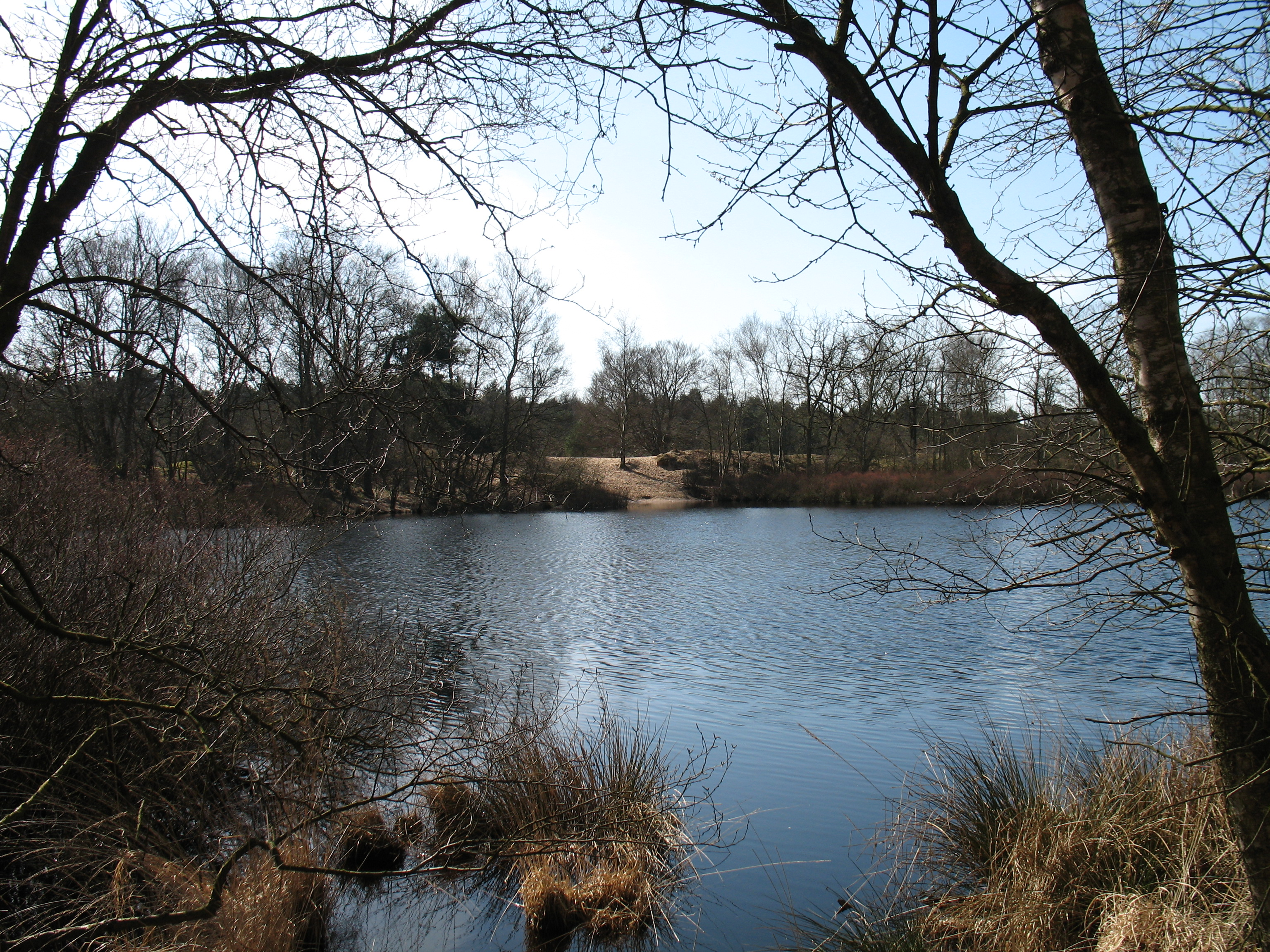
Veen Siepelveen

Het Siepelveen is een open gebied tussen de dorpen Zeegse en Schipborg in de provincie Drenthe. Een gedeelte is veen maar er liggen ook zandverstuivingen. Het terrein is tachtig hectare groot, 0,8 km2. De helft van de oppervlakte is natuurterrein en is vrij toegankelijk.

## Ligging
Siepelveen maakt deel uit van Nationaal beek- en esdorpenlandschap Drentsche Aa en ligt in de oksel van de ecologische hoofdstructuur die gevormd wordt door een beekje, het Zeegserloopje, aan de westkant en het Schipborgsche Diep aan de oostkant. Het loopje en het diep zijn onderdeel van de Drentsche Aa.
Aan de noordkant van het gebied loopt de Zeegsersteeg. Dit is een zeer oude veeweg (koesteeg) met een fundament van veldkeien en takkenbossen die, met de voorde (doorwaadbare plek) in het Zeegserloopje, aansloot op de weg Groningen - Zuidlaren - Rolde - Coevorden.

## Geologie

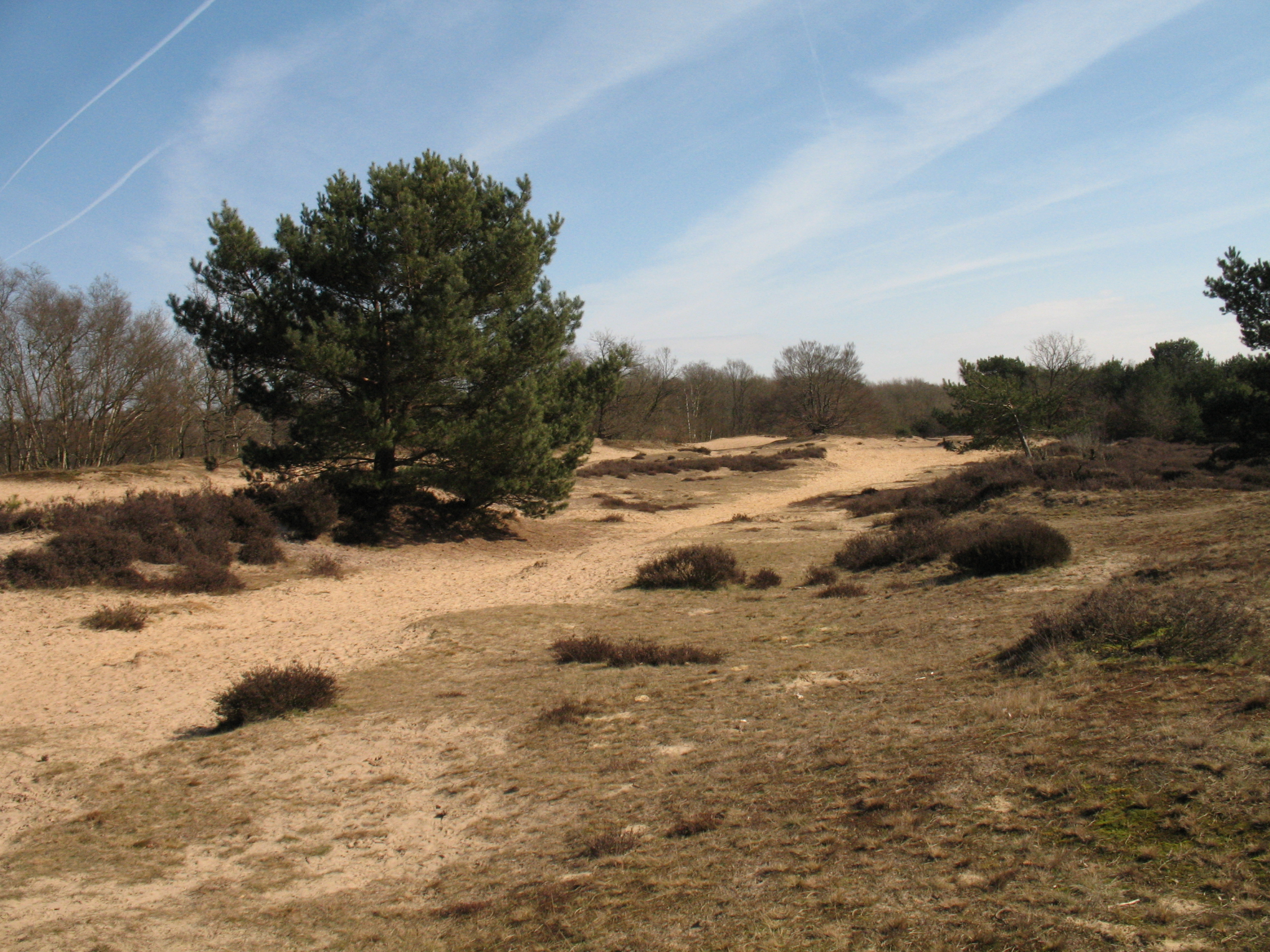
Zandverstuiving Siepelveen

Aan de westkant van het Schipborgsche Diep liggen duinen, gevormd door zand dat in de laatste ijstijd uit het gebied van de huidige Noordzee met de wind is aangevoerd. Het hoogteverschil tussen de duintoppen en het water van het veen maken het gebied karakteristiek. Het meest opvallende in het gebied is de kleine zandverstuiving die ongeveer van oost naar west loopt.

## Flora
Aan de westkant van het veen komt in groten getale beenbreek voor, een plant die op de Nederlandse Rode Lijst van bedreigde plantensoorten staat. Plaatselijk staat dit plantje bekend als siepelgras, naar de vorm van de wortel. Deze heeft de vorm van een ui die in Drenthe siepel genoemd wordt, en waarschijnlijk ontleent het Siepelveen hieraan zijn naam. Op het terrein groeit ook jeneverbes, eveneens op de rode lijst, en verder komen vier van de zes heisoorten hier voor: gewone dophei, kraaihei met zijn zwarte vruchtjes, struikhei en lavendelhei. Ook zien we langs het water een groot gebied  van gagel. 